# Asura (papillon)
Pour les articles homonymes, voir Asura (homonymie).
Genre
Asura est un genre de lépidoptères (papillons) de la famille des Erebidae et de la sous-famille des Arctiinae.

## Liste des espèces
- Asura albidorsalis Wileman, 1914
- Asura albigrisea (Rothschild, 1913)
- Asura alikangiae (Strand, 1917)
- Asura amabilis Rothschild & Jordan, 1901
- Asura andamana (Moore, 1877)
- Asura anomala (Elwes, 1890)
- Asura arcuata (Moore, 1882)
- Asura arenaria Rothschild, 1913
- Asura asaphes Hampson, 1900
- Asura atritermina Hampson, 1900
- Asura aurantiaca (Moore, 1878)
- Asura aureata Rothschild, 1913
- Asura aureorosea (Rothschild, 1913)
- Asura aurora (Hampson, 1891)
- Asura avernalis (Butler, 1887)
- Asura bipars (Walker, 1865)
- Asura bipartita Rothschild, 1916
- Asura biplagiata (Rothschild, 1913)
- Asura biseriata Hampson, 1900
- Asura bizonoides (Walker, 1862)
- Asura brunneofasciata Bethune-Baker, 1904
- Asura calamaria (Moore, 1888)
- Asura camerunensis Strand, 1912
- Asura carnea (Poujade, 1886)
- Asura catameces Turner, 1940
- Asura cervicalis Walker, 1854
- Asura chrysomela Hampson, 1905
- Asura coccineoflammens Rothschild, 1913
- Asura coccinocosma Turner, 1940
- Asura compsodes Turner, 1940
- Asura confina Hampson, 1900
- Asura congerens (Felder, 1874)
- Asura congoensis Kühne, 2007
- Asura conjunctana (Walker, 1866)
- Asura connexa (Wileman, 1910)
- Asura creatina (Snellen, 1879)
- Asura crocopepla Turner, 1940
- Asura crocoptera Turner, 1940
- Asura crocota Hampson, 1900
- Asura cruciata Matsumura, 1927
- Asura cuneifera (Walker, 1862)
- Asura cuneigera (Walker, 1862)
- Asura cylletona (Swinhoe, 1893)
- Asura dasara (Moore, 1859)
- Asura dentifera Hampson, 1900
- Asura dharma (Moore, 1879)
- Asura diluta Draeseke, 1926
- Asura dinawa Bethune-Baker, 1904
- Asura discisigna (Moore, 1878)
- Asura disticha (Meyrick, 1894)
- Asura distyi Kühne, 2007
- Asura doa Kühne, 2007
- Asura eala Kühne, 2007
- Asura ecmelaena Hampson, 1900
- Asura eichhorni Rothschild, 1936
- Asura elegans Reich, 1937
- Asura eos Hampson, 1900
- Asura erythrias (Holland, 1893)
- Asura esmia (Swinhoe, 1894)
- Asura euprepioides (Walker, 1862)
- Asura flavagraphia van Eecke, 1929
- Asura flaveola Bethune-Baker, 1904
- Asura flavida (Butler, 1887)
- Asura flavivenosa (Moore, 1878)
- Asura floccosa (Walker, 1864)
- Asura friederikeae Kühne, 2007
- Asura frigida (Walker, 1854)
- Asura fulvimarginata Hampson, 1904
- Asura furcata Reich, 1936
- Asura fuscalis (Hampson, 1891)
- Asura gigantea Kühne, 2007
- Asura griseata (Leech, 1899)
- Asura haemachroa Hampson, 1905
- Asura hemixantha Hampson, 1900
- Asura hermanni Kühne, 2007
- Asura hilaris (Walker, 1854)
- Asura hopkinsi Tams, 1935
- Asura horishanella Matsumura, 1927
- Asura humilis (Walker, 1854)
- Asura ila (Moore, 1859)
- Asura inconspicua (Moore, 1878)
- Asura infumata (Felder, 1874)
- Asura insularis Rothschild, 1913
- Asura intermedia Marumo, 1923
- Asura irregularis (Rothschild, 1913)
- Asura latimargo Roepke, 1946
- Asura likiangensis Daniel, 1952
- Asura liparidia Rothschild, 1913
- Asura lutara (Moore, [1860])
- Asura lutarella Kalis, 1934
- Asura lutea Bethune-Baker, 1908
- Asura luzonica Wileman & South, 1919
- Asura lydia (Donovan, 1805)
- Asura magica Strand, 1917
- Asura manusi Rothschild, 1916
- Asura marginata (Walker, 1864)
- Asura marginatana Strand, 1922
- Asura mediofascia Rothschild, 1913
- Asura megala Hampson, 1900
- Asura melanoleuca (Hampson, 1894)
- Asura melanopyga Hampson, 1918
- Asura melanoxantha Hampson, 1914
- Asura metahyala Hampson, 1918
- Asura metamelas (Hampson, 1893)
- Asura metascota Hampson, 1905
- Asura miltochristina Rothschild, 1913
- Asura mimetica Rothschild, 1913
- Asura modesta (Leech, 1899)
- Asura monospila Turner, 1940
- Asura mutabilis Kühne, 2007
- Asura nebulosa (Moore, 1878)
- Asura nigriciliata Hampson, 1900
- Asura nigripuncta Wileman
- Asura nigrivena (Leech, 1899)
- Asura nubifascia (Walker, 1864)
- Asura nubilalis (Hampson, 1894)
- Asura obliquilinea (Swinhoe, 1901)
- Asura obscurodiscalis Rothschild, 1936
- Asura obsoleta (Moore, 1878)
- Asura ocellata Wileman
- Asura ochreomaculata Bethune-Baker, 1904
- Asura ocnerioides Rothschild, 1913
- Asura octiger van Eecke, 1929
- Asura orsova Swinhoe, 1903
- Asura owgarra Bethune-Baker, 1908
- Asura parallelina (Hampson, 1894)
- Asura parallina (Hampson, 1894)
- Asura peloa (Swinhoe, 1904)
- Asura percurrens Hampson, 1914
- Asura perihaemia Hampson, 1900
- Asura phaeobasis Hampson, 1900
- Asura phaeoplagia Hampson, 1900
- Asura phaeosticta Kiriakoff, 1958
- Asura phantasma Hampson, 1907
- Asura pinkurata Kühne, 2007
- Asura platyrhabda Tams, 1935
- Asura polyspila Turner, 1940
- Asura postbicolor Rothschild, 1913
- Asura pseudojosiodes Rothschild, 1913
- Asura pudibunda Hampson, 1900
- Asura punctilineata Wileman & South, 1919
- Asura pyropa Tams, 1935
- Asura pyrostrota Hampson, 1914
- Asura quadrilineata (Pagenstecher, 1886)
- Asura reversa Rothschild, 1916
- Asura rhabdota Rothschild, 1920
- Asura rosacea Bethune-Baker, 1904
- Asura roseogrisea Rothschild, 1913
- Asura rubricosa (Moore, 1878)
- Asura rubrimargo (Hampson, 1894)
- Asura ruenca (Swinhoe, 1892)
- Asura ruptifascia (Hampson, 1893)
- Asura russula Kiriakoff, 1963
- Asura sagittaria Bethune-Baker, 1904
- Asura semifascia (Walker, 1854)
- Asura semivitrea (Rothschild, 1913)
- Asura septemmaculata (Heylaerts, 1891)
- Asura serratilinea (Turner, 1940)
- Asura sexpuncta (Hampson, 1894)
- Asura simillima Rothschild, 1936
- Asura simplifascia (Elwes, 1890)
- Asura snelleni Roepke, 1943
- Asura solita (Walker, 1854)
- Asura spinata Kühne, 2007
- Asura striata Wileman, 1910
- Asura strigatula Rothschild, 1913
- Asura strigibasis de Joannis, 1930
- Asura strigipennis (Herrich-Schaffer, 1914)
- Asura subcruciata Rothschild, 1913
- Asura synestramena Hampson, 1900
- Asura temperata (Holland, 1893)
- Asura thomensis Rothschild, 1913
- Asura toxodes Hampson, 1907
- Asura tricolor (Wileman, 1910)
- Asura trifasciata Roepke, 1946
- Asura tripuncta (Reich, 1935)
- Asura trizonata Rothschild, 1913
- Asura truncata (Rothschild, 1913)
- Asura umbrifera Hampson, 1900
- Asura umbrosa (Hampson, 1896)
- Asura undulosa (Walker, 1854)
- Asura unicolora Bethune-Baker, 1904
- Asura uniformeola Hampson, 1900
- Asura uniformis (Hampson, 1893)
- Asura unilinea Wileman
- Asura unipuncta (Leech, 1890)
- Asura varians (Hampson, 1893)
- Asura versicolor Kühne, 2007
- Asura vivida (Walker, [1865])
- Asura wandammensis Joicey & Talbot, 1916
- Asura xanthophaea Toulgoët, 1977
- Asura zebrina (Hampson, 1914)